# بطولة آسيا تحت 22 سنة لكرة القدم 2013
بطولة آسيا تحت 22 سنة لكرة القدم 2013 (تعرف أيضا باسم كأس آسيا تحت 22 سنة 2013) هي النسخة الأولى من بطولة آسيا تحت 22 سنة منحت حقوق استضافة البطولة إلى عمان. كانت من المقرر أن تعقد في الفترة بين 23 يونيو و7 يوليو 2013 ولكن تم تأجيلها لتقام بين 11 و26 يناير 2014 ويرجع ذلك إلى كأس شرق آسيا 2013 في كوريا الجنوبية.

## اختيار المستضيف
اختارت لجنة المسابقات في الاتحاد الآسيوي لكرة القدم عمان من أجل استضافة نهائيات نسخة عام 2013 يوم 18 يوليو 2012. كانت عمان وتايلاند هما البلدين الوحيدين الذين تقدما بطلب استضافة.

## التصفيات
أجريت قرعة التصفيات المؤهلة للبطولة في كوالا لمبور، ماليزيا يوم 14 فبراير 2012. ويشارك في التصفيات 41 منتخب. كان من المقرر أن تلعب جميع مباريات التصفيات من 23 يونيو إلى 3 يوليو 2012 لكن تم تعديلها من 2−10 يونيو بعد طلب نيبال.

### الفرق المتأهلة
- أستراليا
- الصين
- إيران
- العراق
- اليابان
- الأردن
- الكويت
- ميانمار
- كوريا الشمالية
- عمان (مستضيف)
- السعودية
- كوريا الجنوبية
- سوريا
- الإمارات العربية المتحدة
- أوزبكستان
- اليمن

## الملاعب
| مسقط                                          | مسقط السيببطولة آسيا تحت 22 سنة لكرة القدم 2013 (عمان) | السيب                                         |
| --------------------------------------------- | ------------------------------------------------------ | --------------------------------------------- |
| ملعب الشرطة السلطانية العمانية                | مسقط السيببطولة آسيا تحت 22 سنة لكرة القدم 2013 (عمان) | ملعب السيب                                    |
| 23°36′31″N 58°35′31″E / 23.60861°N 58.59194°E | مسقط السيببطولة آسيا تحت 22 سنة لكرة القدم 2013 (عمان) | 23°40′49″N 58°10′57″E / 23.68028°N 58.18250°E |
| السعة: 14,000                                 | مسقط السيببطولة آسيا تحت 22 سنة لكرة القدم 2013 (عمان) | السعة: 15,000                                 |
|                                               | مسقط السيببطولة آسيا تحت 22 سنة لكرة القدم 2013 (عمان) |                                               |
| مسقط                                          | مسقط السيببطولة آسيا تحت 22 سنة لكرة القدم 2013 (عمان) |                                               |
| مجمع السلطان قابوس الرياضي                    | مسقط السيببطولة آسيا تحت 22 سنة لكرة القدم 2013 (عمان) |                                               |
| 23°36′31″N 58°35′31″E / 23.60861°N 58.59194°E | مسقط السيببطولة آسيا تحت 22 سنة لكرة القدم 2013 (عمان) |                                               |
| السعة: 34,000                                 | مسقط السيببطولة آسيا تحت 22 سنة لكرة القدم 2013 (عمان) |                                               |
|                                               | مسقط السيببطولة آسيا تحت 22 سنة لكرة القدم 2013 (عمان) |                                               |

## قوائم الفرق
فقط اللاعبين المولودين في أو بعد 1 يناير 1991 هم المؤهلين للمنافسة في بطولة آسيا تحت 22 لكرة القدم 2013.

## مرحلة المجموعات
جرى سحب قرعة المسابقة يوم 24 أغسطس في مسقط (عمان).
جميع الأوقات حسب التوقيت المحلي (ت ع م+4).

### المجموعة أ
| فريق           | لعب | ف | ت | خ | له | عليه | ف.أ | نقاط |
| -------------- | --- | - | - | - | -- | ---- | --- | ---- |
| الأردن         | 3   | 2 | 1 | 0 | 8  | 2    | +6  | 7    |
| كوريا الجنوبية | 3   | 2 | 1 | 0 | 6  | 1    | +5  | 7    |
| عمان           | 3   | 1 | 0 | 2 | 4  | 3    | +1  | 3    |
| ميانمار        | 3   | 0 | 0 | 3 | 1  | 13   | −12 | 0    |

| كوريا الجنوبية   | 1–1   | الأردن                   |
| ---------------- | ----- | ------------------------ |
| تشانغ وو ريم 43' | تقرير | تشانغ وو ريم 31' (هـ.ذ.) |

| عمان                                                            | 4–0   | ميانمار |
| --------------------------------------------------------------- | ----- | ------- |
| رائد إبراهيم صالح 28' · سامي الحسني 62' · حاتم الحمحمي 73'، 78' | تقرير |         |

| ميانمار | 0–3   | كوريا الجنوبية                                          |
| ------- | ----- | ------------------------------------------------------- |
|         | تقرير | بايك سونج دونج 32' · Yun Il-Lok 61' · مون تشانغ جين 78' |

| الأردن         | 1–0   | عمان |
| -------------- | ----- | ---- |
| بلال قويدر 59' | تقرير |      |

| عمان | 0–2   | كوريا الجنوبية                      |
| ---- | ----- | ----------------------------------- |
|      | تقرير | كيم كيونغ جونغ 62' · Yun Il-Lok 80' |

| الأردن                                                                   | 6–1   | ميانمار             |
| ------------------------------------------------------------------------ | ----- | ------------------- |
| حمزة الدردور 29'، 37'، 79' · محمود زعترة 53' · Khadr 83' · أحمد سمير 90' | تقرير | Maung Maung Soe 27' |

### المجموعة ب
| فريق                     | لعب | ف | ت | خ | له | عليه | ف.أ | نقاط |
| ------------------------ | --- | - | - | - | -- | ---- | --- | ---- |
| سوريا                    | 3   | 2 | 1 | 0 | 3  | 1    | +2  | 7    |
| الإمارات العربية المتحدة | 3   | 1 | 2 | 0 | 2  | 1    | +1  | 5    |
| كوريا الشمالية           | 3   | 1 | 1 | 1 | 3  | 2    | +1  | 4    |
| اليمن                    | 3   | 0 | 0 | 3 | 1  | 5    | −4  | 0    |

| كوريا الشمالية                         | 3–1   | اليمن          |
| -------------------------------------- | ----- | -------------- |
| جو كوانغ 4'، 56' · باك كوانغ-ريونغ 40' | تقرير | S. Hussein 23' |

| الإمارات العربية المتحدة | 1–1   | سوريا         |
| ------------------------ | ----- | ------------- |
| Saif 38'                 | تقرير | حميد ميدو 35' |

| سوريا            | 1–0   | كوريا الشمالية |
| ---------------- | ----- | -------------- |
| نصوح النكدلي 58' | تقرير |                |

| اليمن | 0–1   | الإمارات العربية المتحدة |
| ----- | ----- | ------------------------ |
|       | تقرير | يوسف سعيد 6'             |

| كوريا الشمالية | 0–0   | الإمارات العربية المتحدة |
| -------------- | ----- | ------------------------ |
|                | تقرير |                          |

| سوريا            | 1–0   | اليمن |
| ---------------- | ----- | ----- |
| نصوح النكدلي 26' | تقرير |       |

### المجموعة ج
| فريق     | لعب | ف | ت | خ | له | عليه | ف.أ | نقاط |
| -------- | --- | - | - | - | -- | ---- | --- | ---- |
| أستراليا | 3   | 2 | 0 | 1 | 2  | 4    | −2  | 6    |
| اليابان  | 3   | 1 | 2 | 0 | 7  | 3    | +4  | 5    |
| إيران    | 3   | 1 | 1 | 1 | 6  | 5    | +1  | 4    |
| الكويت   | 3   | 0 | 1 | 2 | 1  | 4    | −3  | 1    |

| أستراليا      | 1–0   | الكويت |
| ------------- | ----- | ------ |
| ريان كيتو 70' | تقرير |        |

| اليابان                                                 | 3–3   | إيران                                           |
| ------------------------------------------------------- | ----- | ----------------------------------------------- |
| ريكي هاراكاوا 9' · تاكوما أسانو 30' · شويا ناكاجيما 66' | تقرير | بيهنام بارزاوي 7' · كاوه رضائي 49' (ركلة.)، 55' |

| إيران | 0–1   | أستراليا     |
| ----- | ----- | ------------ |
|       | تقرير | Skapetis 56' |

| الكويت | 0–0   | اليابان |
| ------ | ----- | ------- |
|        | تقرير |         |

| أستراليا | 0–4   | اليابان                                                                   |
| -------- | ----- | ------------------------------------------------------------------------- |
|          | تقرير | شويا ناكاجيما 18'، 48' (ر.ج.) · شينيا ياجيما 24' · كوري براون 45' (هـ.ذ.) |

| إيران                    | 3–1   | الكويت             |
| ------------------------ | ----- | ------------------ |
| كاوه رضائي 63'، 67'، 81' | تقرير | سلطان العنزي 90+5' |

### المجموعة د
| فريق      | لعب | ف | ت | خ | له | عليه | ف.أ | نقاط |
| --------- | --- | - | - | - | -- | ---- | --- | ---- |
| العراق    | 3   | 3 | 0 | 0 | 6  | 2    | +4  | 9    |
| السعودية  | 3   | 2 | 0 | 1 | 4  | 4    | 0   | 6    |
| أوزبكستان | 3   | 1 | 0 | 2 | 3  | 4    | −1  | 3    |
| الصين     | 3   | 0 | 0 | 3 | 2  | 5    | −3  | 0    |

| أوزبكستان                                | 2–1   | الصين            |
| ---------------------------------------- | ----- | ---------------- |
| إيغور كريمتس 90+2' · إيغور سيرغييف 90+4' | تقرير | يانغ شاوشينغ 35' |

| السعودية       | 1–3   | العراق                                  |
| -------------- | ----- | --------------------------------------- |
| محمد مجرشي 89' | تقرير | ضرغام إسماعيل 36' · مروان حسين 50'، 69' |

| العراق                          | 2–1   | أوزبكستان          |
| ------------------------------- | ----- | ------------------ |
| مروان حسين 10' · مصطفى ناظم 38' | تقرير | جمشيد اسكندروف 64' |

| الصين          | 1–2   | السعودية                                      |
| -------------- | ----- | --------------------------------------------- |
| Luo Senwen 57' | تقرير | عبد الفتاح عسيري 47' · معتز هوساوي 77' (ركل.) |

| السعودية       | 1–0   | أوزبكستان |
| -------------- | ----- | --------- |
| زكريا سامي 60' | تقرير |           |

| الصين | 0–1   | العراق                |
| ----- | ----- | --------------------- |
|       | تقرير | مروان حسين 14' (ركل.) |

## مرحلة خروج المغلوب
|  | ربع النهائي              | ربع النهائي            |                        |                | نصف النهائي   | نصف النهائي   |  |  | النهائي                | النهائي |
|  |                          |                        |                        |                |               |               |  |  |                        |         |
|  | 19 يناير – مسقط (عمان)   |                        |                        |                |               |               |  |  |                        |         |
|  |                          |                        |                        |                |               |               |  |  |                        |         |
|  | الأردن                   | 1                      |                        |                |               |               |  |  |                        |         |
|  | الأردن                   | 1                      | 23 يناير – مسقط (عمان) |                |               |               |  |  |                        |         |
|  | الإمارات العربية المتحدة | 0                      |                        |                |               |               |  |  |                        |         |
|  | الإمارات العربية المتحدة | 0                      | الأردن                 | 1              |               |               |  |  |                        |         |
|  | 20 يناير – مسقط (عمان)   |                        | الأردن                 | 1              |               |               |  |  |                        |         |
|  |                          | السعودية               | 3                      |                |               |               |  |  |                        |         |
|  | أستراليا                 | السعودية               | 3                      | 1              |               |               |  |  |                        |         |
|  | أستراليا                 |                        | 26 يناير – ولاية السيب | 1              |               |               |  |  |                        |         |
|  | السعودية                 | 2                      |                        |                |               |               |  |  |                        |         |
|  | السعودية                 | 2                      | السعودية               | 0              |               |               |  |  |                        |         |
|  | 19 يناير – ولاية السيب   |                        | السعودية               | 0              |               |               |  |  |                        |         |
|  |                          | العراق                 | 1                      |                |               |               |  |  |                        |         |
|  | سوريا                    | العراق                 | 1                      | 1              |               |               |  |  |                        |         |
|  | سوريا                    | 23 يناير – ولاية السيب |                        | 1              |               |               |  |  |                        |         |
|  | كوريا الجنوبية           | 2                      |                        |                |               |               |  |  |                        |         |
|  | كوريا الجنوبية           | 2                      | كوريا الجنوبية         | 0              | المركز الثالث | المركز الثالث |  |  |                        |         |
|  | 20 يناير – ولاية السيب   |                        | كوريا الجنوبية         | 0              | المركز الثالث | المركز الثالث |  |  |                        |         |
|  |                          | العراق                 | 1                      |                |               |               |  |  |                        |         |
|  | العراق                   | العراق                 | 1                      | 1              | الأردن (ركل.) | 0 (3)         |  |  |                        |         |
|  | العراق                   |                        |                        | 1              | الأردن (ركل.) | 0 (3)         |  |  |                        |         |
|  | اليابان                  | 0                      |                        | كوريا الجنوبية | 0 (2)         |               |  |  |                        |         |
|  | اليابان                  | 0                      |                        |                | 0 (2)         |               |  |  |                        |         |
|  |                          |                        |                        |                |               |               |  |  | 25 يناير – ولاية السيب |         |
|  |                          |                        |                        |                |               |               |  |  |                        |         |

### ربع النهائي
| سوريا                  | 1–2   | كوريا الجنوبية                       |
| ---------------------- | ----- | ------------------------------------ |
| مارديك مارديكيان 90+5' | تقرير | بايك سونج دونج 3' · هوانغ أوي-جو 11' |

| الأردن            | 1–0   | الإمارات العربية المتحدة |
| ----------------- | ----- | ------------------------ |
| إبراهيم دلدوم 84' | تقرير |                          |

| أستراليا             | 1–2   | السعودية                                   |
| -------------------- | ----- | ------------------------------------------ |
| Skapetis 77' (ركلة.) | تقرير | عبد الفتاح عسيري 58' · عبد الله العمار 62' |

| العراق       | 1–0   | اليابان |
| ------------ | ----- | ------- |
| أمجد كلف 84' | تقرير |         |

### نصف النهائي
| كوريا الجنوبية | 0–1   | العراق         |
| -------------- | ----- | -------------- |
|                | تقرير | مصطفى ناظم 74' |

| الأردن           | 1–3   | السعودية                                                              |
| ---------------- | ----- | --------------------------------------------------------------------- |
| حمزة الدردور 34' | تقرير | عبد الله العمار 29' · محمد مجرشي 65' · عبد الفتاح عسيري 90+2' (ركلة.) |

### مباراة المركز الثالث
| الأردن | 0–0 (ب.و.إ.) | كوريا الجنوبية |
| ------ | ------------ | -------------- |
|        | تقرير        |                |

### النهائي
| السعودية | 0–1   | العراق              |
| -------- | ----- | ------------------- |
|          | تقرير | مهند عبد الرحيم 33' |

## الفائز
| بطولة آسيا تحت 23 سنة لكرة القدم 2013 |
| ------------------------------------- |
| العراق أول لقب                        |

## جوائز
| هداف بطولة | أفضل لاعب |
| ---------- | --------- |
| كاوه رضائي | أمجد كلف  |

### ترتيب فرق المسابقة
حسب الاتفاقية الإحصائية في كرة القدم، فإن المباريات التي تحسم في الوقت الإضافي يتم احتسابها كانتصارات وهزائم، بينما المباريات التي تحسم عن طريق ركلات الجزاء الترجيحية تحسب كتعادلات.
| م  | الفريق                   | لعب | ف | ت | خ | أ.له | أ.ع | أ.ف | نقاط | النتيجة النهائية         |
| -- | ------------------------ | --- | - | - | - | ---- | --- | --- | ---- | ------------------------ |
| 1  | العراق                   | 6   | 6 | 0 | 0 | 9    | 2   | +7  | 18   | البطل                    |
| 2  | السعودية                 | 6   | 4 | 0 | 2 | 9    | 7   | +2  | 12   | الوصيف                   |
| 3  | الأردن                   | 6   | 3 | 2 | 1 | 10   | 5   | +5  | 11   | المركز الثالث            |
| 4  | كوريا الجنوبية           | 6   | 3 | 2 | 1 | 8    | 3   | +5  | 11   | المركز الرابع            |
|    |                          |     |   |   |   |      |     |     |      |                          |
| 5  | سوريا                    | 4   | 2 | 1 | 1 | 4    | 3   | +1  | 7    | إقصاء في ربع النهائي     |
| 6  | أستراليا                 | 4   | 2 | 0 | 2 | 3    | 6   | −3  | 6    | إقصاء في ربع النهائي     |
| 7  | اليابان                  | 4   | 1 | 2 | 1 | 7    | 4   | +3  | 5    | إقصاء في ربع النهائي     |
| 8  | الإمارات العربية المتحدة | 4   | 1 | 2 | 1 | 2    | 2   | 0   | 5    | إقصاء في ربع النهائي     |
|    |                          |     |   |   |   |      |     |     |      |                          |
| 9  | إيران                    | 3   | 1 | 1 | 1 | 6    | 5   | +1  | 4    | إقصاء في مرحلة المجموعات |
| 10 | كوريا الشمالية           | 3   | 1 | 1 | 1 | 3    | 2   | +1  | 4    | إقصاء في مرحلة المجموعات |
| 11 | عمان (H)                 | 3   | 1 | 0 | 2 | 4    | 3   | +1  | 3    | إقصاء في مرحلة المجموعات |
| 12 | أوزبكستان                | 3   | 1 | 0 | 2 | 3    | 4   | −1  | 3    | إقصاء في مرحلة المجموعات |
| 13 | الكويت                   | 3   | 0 | 1 | 2 | 1    | 4   | −3  | 1    | إقصاء في مرحلة المجموعات |
| 14 | الصين                    | 3   | 0 | 0 | 3 | 2    | 5   | −3  | 0    | إقصاء في مرحلة المجموعات |
| 15 | اليمن                    | 3   | 0 | 0 | 3 | 1    | 5   | −4  | 0    | إقصاء في مرحلة المجموعات |
| 16 | ميانمار                  | 3   | 0 | 0 | 3 | 1    | 13  | −12 | 0    | إقصاء في مرحلة المجموعات |

## وصلات خارجية
- بطولة آسيا تحت 22 سنة لكرة القدم